# 北野町
北野町，是臺灣日治時期高雄市的行政區劃之一，為瀨南鹽場一帶填海造陸後於1915年所設的五個町區之一。該區位於今天的鹽埕區富野路與建國四路交叉處、府北地區一帶，約等於今之鹽埕區藍橋、壽星、府北、慈愛、博愛等里所轄範圍。在1926年時的人口約有3540人。

## 町內設施
- 北野町派出所（現建國四路派出所）